# Edward Hindle
Edward Hindle (* 21. März 1886 in Sheffield, Yorkshire; † 22. Januar 1973 in London) war ein britischer Zoologe und Parasitologe.

## Leben
Hindle wurde in Sheffield als ältestes der beiden Jungs und vier Mädchen von Edward James Hindle und dessen Frau Sarah Elizabeth Dewar geboren. Seine frühe Ausbildung übernahm seine Mutter, eine Lehrerin, die auch sein Interesse an den Naturwissenschaften erkannte. Sie inspirierte ihn intellektuell, während sein Vater ihm seine Passion für Musik vermittelte.
Er besuchte das Bradford Technical College, heute die University of Bradford, von wo er 1903 mit einem nationalen Stipendium an das King’s College London wechselte und dort 1906 in Zoologie abschloss. 1907 bis 1908 arbeitete Hindle als Research Assistant im Institut für Tropenmedizin in Liverpool. Er reiste dann nach Kalifornien, wohin seine Familie inzwischen umgezogen war. Dort nahm er eine Tätigkeit bei der Marine Biological Station in La Jolla auf, wechselte aber kurz darauf an die University of California, Berkeley, wo er 1910 mit Ph.D. promovierte.
Er kehrte zurück nach England, wo er sich von 1910 bis 1914 als Kingsley Bye Fellow am Magdalene College der University of Cambridge und als Beit Memorial Research Fellow am Quick Laboratory, Cambridge einen Ruf mit seinen Arbeiten zu Insekten-übertragenen Krankheiten wie Leishmaniose and Gelbfieber erarbeitete. Den Sommer 1911 verbrachte er am Institut Pasteur in Paris.
Nachdem er sich 1913 freiwillig den Territorialstreitkräften in Cambridge angeschlossen hatte, trat Hindle bei Ausbruch des Ersten Weltkriegs im Rang eines Second Lieutenant ins Militär ein und wurde dem Royal Engineers Corps zugeteilt, dass ihn erst in Frankreich und später in Palästina einsetzte. Im Winter 1917/1918 kehrte Hindle zurück nach England und übernahm das Kommando der neu geformten Signal Service Training Unit. Im April 1918 kehrte er als Signal Officer in der 60th Division in Palästina und übernahm später die gleiche Rolle in den Indian Forces. 1919 wurde Hindle in Ägypten demobilisiert.
1919 heiratete er Irene Margeret Twist (verstorben 1933) und übernahm eine Professur für Medizin an der Cairo School of Medicine und blieb in Ägypten bis 1924. Nach seiner Rückkehr nach England, 1924, übernahm er die Millner Research Fellowship der London School of Hygiene & Tropical Medicine. 1925 bis 1928 wurde er Mitglied der Kala-Azar-Commission in China. 1928 bis 1933 arbeitete er als Beit Research Fellow für Tropenkrankheiten des Wellcome Bureau of Scientific Research.´
1934 übernahm er vom zurückgetretenen John Graham Kerr die Regius Professur für Zoologie an der University of Glasgow und hielt sie bis 1943. Während dieser Zeit regte er Arbeiten mit Bezug auf Genetik und Süßwasserbiologie ein. Einer der von ihm geförderten Studenten war Guido Pontecorvo. 1936 heiratete Hindle Ellen Mary Theodora Boyen (geborene Schroeder). Die Ehe wurde 1951 geschieden.
Da er schon im Ersten Weltkrieg als Offizier gedient hatte, leitete er während der Jahre des Zweiten Weltkriegs ab 1938 als Kommandeur im Rang eines Lt. Colonel die Officer Training Group der Universität. Später kommandierte Hindle das 14. Bataillon der city of Glasgow, Home Guard.
1944 berief die Zoological Society of London Hindle zum Scientific Director, so dass er seine Regius Professur aufgab und bis 1951 in London wirkte.
Der breiteren Bevölkerung wurde Hindle bekannt, als er aus Syrien stammende Goldhamster in seinen Laboren, aber auch als Haustier einführte. Am 22. Januar 1973 verstarb Hindle in einem Taxi in London.

## Arbeit
Hindles wissenschaftliche Arbeit ist schwierig einzuordnen. Insektenkundler reklamieren ihn als einen der ihren, da er nach 37 Jahre Mitgliedschaft in der Royal Entomological Society viele bedeutende Entdeckungen zu diesem Thema zu verzeichnen hat. Seine wichtigste Entdeckung betraf aber das Gebiet der Virologie, wo Hindle einen Impfstoff gegen Gelbfieber entdeckte. Dem gegenüber steht als seine bekannteste Tat die Einführung des Goldhamsters. Die gesamte europäische Population dieses Tieres stammt von zwei durch ihn eingeführten Paaren ab. Die Académie Royale de Science d’Outre Mer de Belgique kehrte die Würdigung dieser Taten in ihrem Nachruf um. Sich selbst sah Hindle als Biologen mit einem Interesse an Insekten-übertragenen Erkrankungen und gehörte zu der Generation, in welcher diese Erkenntnisse besondere Fortschritte zu verzeichnen hatten.
Im Verlauf seiner Karriere übernahm Hindle eine enorme Anzahl von Funktionen und Ehrenposten. darunter:
Seine Fähigkeiten im Umgang mit Menschen zeigte Hindle auch in seinem Verhalten in der Lehre. Nach seiner Ankunft in Glasgow führte er gegen die Widerstände traditionalistischerer Kollegen praktische Übungen ein und zeigte während seiner Vorlesungen beispielsweise lebende Läuse oder ließ Fliegenlarven in den Sümpfen der Umgebung sammeln. Das veranlasste einige, ihre Posten in Glasgow zu verlassen. Andererseits standen Studenten Schlange, um sich über Insektenübertragene Erkrankungen zu informieren. Einige erlangten später Ruhm als Mediziner und Zoologen.
Zu all diesen Tätigkeiten kommen noch Hindles redaktionelle Aktivitäten für wissenschaftliche Zeitschriften wie das Cairo Scientific Journal, Parasitology für das er seit 1912 und bis 1968 wirkte, oder den Tropical Diseases Bulletin. Hinzu kommen von ihm gegründete Zeitschriften wie Zoo News, wobei er sich durch Rückschläge wie das von ihm stark geförderte One World, welches trotz Unterstützung aus 25 Ländern mangels finanzieller Unterstützung nie realisiert wurde.

## Forschung

### Leishmaniose
Die Leishmaniose, lokal als Kala Azar bezeichnet, untersuchte Hindle im Rahmen der Kala-Azar-Kommission erst als Mitglied, später als Leiter. Er konnte einen Zusammenhang zwischen lokalen Parasiten und lokalen Vektoren herstellen, weil ähnliche Erreger durch die lokalen Vektoren nur begrenzt oder gar nicht übertragen werden konnten. Seine Versuche konnten aber die gesamte Kette der Zusammenhänge aufdecken, von einer Sandfliegenart, die den Parasiten übertrug bis hin zu einer lokalen Hamsterart, die wie der Mensch als Endwirt in Frage kommt.

### Gelbfieber und weitere Infektionserkrankungen
Bis 1928, als Hindle seine Arbeit in den Wellcome Laboratories aufnahm, schien er sich nicht mit Viren beschäftigt zu haben, obwohl diese Infektionsmöglichkeit schon zum Ende des 19. Jahrhunderts entdeckt worden war. In den Wellcome Laboren traf er auf G. Marshall Findlay, mit dem er Gelbfieber und Panleukopenie untersuchte. Gerade erst war der Nachweis erbracht worden, dass auch Rhesusaffe (Macaca mulatta) mit Gelbfieber infiziert werden konnten und Hindle war neugierig, den Mechanismus unter Laborbedingungen zu untersuchen.
Die Ergebnisse veröffentlichte er 1929 während einer Sitzung im Royal Society of Tropical Medicine and Hygiene House. Die wichtigste Entdeckung war dabei die Erkenntnis, dass Affen, die zuvor mit einer abgeschwächten Form des Erregers geimpft waren, einen guten Schutz gegen spätere Infektion erlangten. Er bestätigte die Ergebnisse mit menschlichen Testpersonen in der Fundação Oswaldo Cruz in Brasilien und später in Rio de Janeiro, wo eine Gelbfieberempidemie ausgebrochen war. Der Impfstoff wurde in Westafrika in den folgenden Jahren prophylaktisch eingesetzt und seine Herstellung mehrfach modifiziert.
Hindles und Findlays Erkenntnisse betrafen weitere Gebiete, beispielsweise die Erkenntnis, dass auch andere Lebewesen als der Mensch Endwirt der Infektion sein konnten. Aber als Laborgelehrte erkannten sie die Signifikanz dieser Erkenntnis nicht und sie verpassten die Gelegenheit, Rückschlüsse auf die Ausbreitung von Krankheiten zu ziehen.

## Ehrungen
1926 ehrte die University of Cambridge Hindle mit einem D.Sc. 1942 wurde er zum Fellow der Royal Society berufen. Hindle wurde 1945 als Freeman of the City of London geehrt. Er vertrat zahllose wissenschaftliche Gesellschaften als Präsident, Generalsekretär, Ehrensekretär und Vize-Präsident.

## Bibliographie
- 1909, The life history of Trypanosoma dimorphon
- 1910, A cytological study of artificial parthenogenesis in Strongylocentrotus purpuratus
- 1914, Flies in relation to disease; bloodsucking flies
- 1922, A laboratory notebook of elementary zoology